# Niet-Joodverklaring
Een niet-Joodverklaring is een verklaring, een document, uitgegeven door de overheid of een door de overheid aangewezen instantie waarin staat dat bezitter en genoemde geen Joodse moeder heeft, dan wel geen Joodse ouders heeft.
Ook in de jaren zeventig en tachtig van de 20e eeuw gaven verschillende Nederlandse bedrijven niet-Joodverklaringen uit, hoewel dit erkend werd als discriminatie. Arabische landen vroegen deze verklaringen van bedrijven om handel te mogen drijven.